# Ronald Escobar
Ronald Escobar (Quillota, Chile, 3 de mayo de 1997) es un futbolista chileno. Juega como delantero en Deportes Limache de la Tercera A de Chile.

## Clubes
| Club             | País  | Año           |
| ---------------- | ----- | ------------- |
| San Luis         | Chile | 2017-presente |
| Deportes Limache | Chile | 2019-presente |